# サザーランド公爵
サザーランド公爵（英語: Duke of Sutherland）は、連合王国貴族の公爵位。
第2代スタッフォード侯爵ジョージ・ルーソン＝ゴアが、1833年に叙されたのに始まる。

## 歴史

### ゴア家への公爵位叙爵
ヨークシャー・スティッテナム(Stittenham)の地主でヨークシャーのシェリフを務めたトマス・ゴア(1584–1665)は、1620年6月2日にイングランド準男爵位の(ヨーク州におけるスティッテナムの)準男爵(Baronet "of Sittenham in the County of York")に叙された。彼はイングランド内戦中に王党派として戦った。
その息子で2代準男爵位を継承したトマス・ゴアはフランセス・ルーソンと結婚した。その間の次男で第4代準男爵位を継承したウィリアム・ルーソン＝ゴアは、1668年に母方の大叔父リチャード・ルーソンからトレンサムとリリーズホールの土地を相続した際に「ルーソン＝ゴア(Leveson-Gower)」の二重姓に改名した。また彼はニューカッスル＝アンダー＝ライン選挙区などから選出されて庶民院議員を務めた。
その息子である5代準男爵ジョン・ルーソン＝ゴア(1675–1709)もニューカッスル＝アンダー＝ライン選挙区選出の庶民院議員を務め、1703年3月16日にはイングランド貴族爵位ヨーク州におけるスティッテナムのゴア男爵(Baron Gower  of Sittenham in the County of York)に叙せられ、貴族院議員に転じた。
その息子の第2代ゴア男爵ジョン・ルーソン＝ゴア(1694–1754)もトーリー党の政治家として活躍し、ヘンリー・ペラムの内閣において王璽尚書を務めた。その在職中の1746年7月8日にグレートブリテン貴族爵位スタッフォード州におけるトレンサムのトレンサム子爵（Viscount Trentham, of Trentham in the County of Stafford）とゴア伯爵（Earl Gower）に叙せられた。
その息子である第2代ゴア伯爵グランヴィル・ルーソン＝ゴア(1721–1803)は、閣僚職を歴任し、1786年3月1日にグレートブリテン貴族爵位スタッフォード侯爵(Marquess of Stafford)に叙せられた。
その息子である第2代スタッフォード侯爵ジョージ・グランヴィル・ルーソン＝ゴア(1758–1833)は、1230年創設という歴史あるスコットランド貴族サザーランド伯爵家の女性当主エリザベス(1765-1839)と結婚し、その関係から1833年1月28日にサザーランド公爵(Duke of Sutherland)に叙せられた。彼の代にルーソン＝ゴア家は最盛期を迎え、イングランド・スコットランドに広大な土地を所有する大地主として君臨した。その地代総額は大陸の小国君主をも凌駕する20万ポンドにも達していた。ちなみに彼の弟グランヴィル・ルーソン＝ゴアも兄と別にグランヴィル伯爵に叙されて貴族となっている。

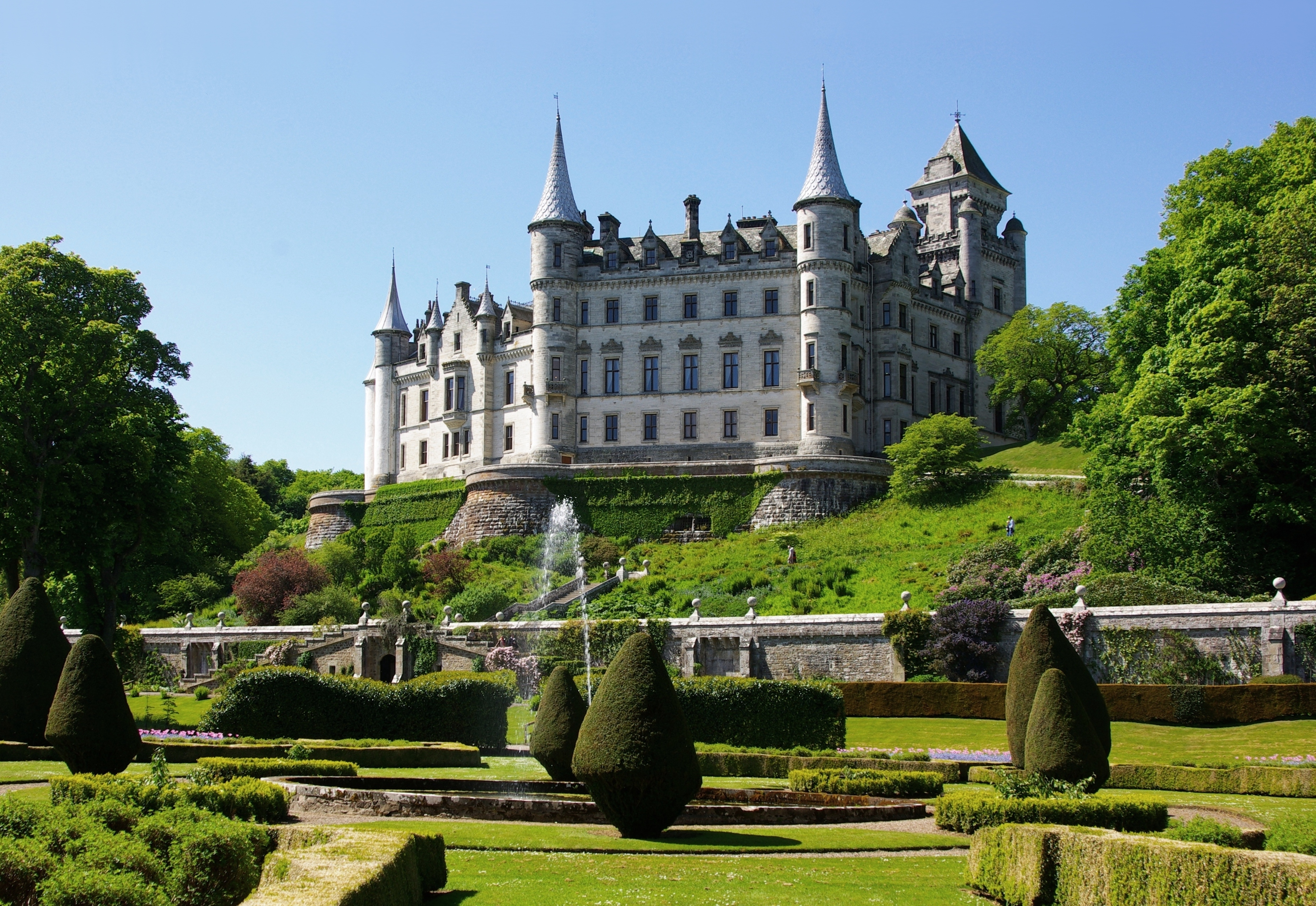
スコットランド・ハイランドにあるダンロビン城。1835年から1850年にかけて第2代サザーランド公爵ジョージ・サザーランド＝ルーソン＝ゴアが大改築したバロニアル様式の建築。現在はサザーランド伯爵サザーランド家の邸宅

初代サザーランド公とエリザベスの長男ジョージ・サザーランド＝ルーソン＝ゴア(1786–1861)は父から第2代サザーランド公爵位を、母から第20代サザーランド伯爵位を継承した。以降サザーランド伯爵位はサザーランド公爵位所有者によって5代公まで継承された。
また、1861年には3代公ジョージ(1828-1892)の妻アンが連合王国貴族爵位のクロマーティ女伯爵(Countess of Cromartie)に叙せられたが、この爵位は夫妻のヤンガーソン及び長女に継承を求めるものであったため、公爵位と継承者が一になることはなかった。 

### エジャートン家の公爵位継承
1963年の5代サザーランド公ジョージ・グランヴィル・サザーランド＝ルーソン＝ゴア(1888–1963)の死去の際に、男子なき場合に女系継承が認められるスコットランド貴族爵位サザーランド伯爵と男系男子に限定される連合王国貴族爵位サザーランド公爵位で継承者が別となり、両爵位は分裂した。2019年現在、サザーランド伯爵位は5代サザーランド公の姪の子にあたるアリステア・サザーランド(1947-)が所持している（第25代サザーランド伯爵）。
一方サザーランド公爵位は初代公に遡っての分流にあたる第5代エルズミア伯爵ジョン・エジャートンが継承した。このエルズミア伯爵エジャートン家は、初代公の次男フランシスを祖とする。フランシスは父の初代公が相続していた第3代ブリッジウォーター公爵フランシス・エジャートンの財産を兄ジョージ(2代公)を差し置いて相続したため、1833年8月24日にエジャートン(Egerton)に改姓した。またトーリー党の庶民院議員となり、初代ウェリントン公爵アーサー・ウェルズリーの内閣ではアイルランド大臣(在職1828年-1830年)や戦時大臣(在職1830年)などを務め、1846年7月6日に連合王国貴族爵位エルズミア伯爵(Earl of Ellesmere)とノーサンプトン州におけるブラックリーのブラックリー子爵(Viscount Brackley, of Brackley in the County of Northampton)に叙せられ、貴族院議員に転じた。
その初代エルズミア伯爵フランシスの玄孫にあたるのが第6代サザーランド公爵位を継承することになったジョンである。現在の当主はジョンの息子であるフランシス・エジャートン(1940-)である（第7代サザーランド公爵）。
一族の本邸はかつてはシュロップシャーのリリーズホール・ホールだった。また19世紀から20世紀にかけてはロンドンにランカスター・ハウスを所有した。現在の公爵の本邸はセント・ボズウェルズのマートン・ハウスである。

## 現当主の保有爵位/準男爵位一覧
現当主フランシス・エジャートン(1940-)は以下の爵位・準男爵位を保有している。
- 第7代サザーランド公爵 (7th Duke of Sutherland)
(1833年1月28日の勅許状による連合王国貴族)
- 第8代スタッフォード侯爵 (8th Marquess of Stafford)
(1786年5月1日の勅許状によるグレートブリテン貴族爵位)
- 第9代ゴア伯爵 (9th Earl Gower)
(1746年7月8日の勅許状によるグレートブリテン貴族爵位)
- 第6代エルズミア伯爵 (6th Earl of Ellesmere)
(1846年7月6日の勅許状による連合王国貴族爵位)
- スタッフォード州におけるトレンサムの第9代トレンサム子爵 (9th Viscount Trentham, of Trentham in the County of Stafford)
(1746年7月8日の勅許状によるグレートブリテン貴族爵位)
- ノーサンプトン州におけるブラックリーの第6代ブラックリー子爵 (6th Viscount Brackley, of Brackley in the County of Northampton)
(1846年7月6日の勅許状による連合王国貴族爵位)
- ヨーク州におけるスティッテナムの第10代ゴア男爵 (10th Baron Gower, of Sittenham in the County of York)
(1703年3月16日の勅許状によるイングランド貴族爵位)
- (ヨーク州におけるスティッテナムの)第14代準男爵 (14th Baronet "of Sittenham, co. York")
(1620年6月2日の勅許状によるイングランド準男爵位)

## 歴代当主一覧

### （スティッテナムの）準男爵（1620年）
- 初代準男爵サー・トマス・ゴア（英語版） (1584頃–1655頃)
- 2代準男爵サー・トマス・ゴア（英語版） （1605頃–1672頃）, 先代の息子
- 3代準男爵サー・トマス・ゴア（1666頃–1689）, 先代の孫
- 4代準男爵サー・ウィリアム・ルーソン＝ゴア（英語版） （1647頃–1691）, 先代の叔父
- 5代準男爵サー・ジョン・ルーソン＝ゴア（英語版） (1675–1709), 先代の長男
  - 1702/3年3月16日にゴア男爵に叙される。以降はゴア男爵位と継承者が同じ。下記のゴア男爵の欄参照。

### ゴア男爵（1703年）
| 肖像                                                                                   | 爵位の代数 名前 （生没年）                                            | 受爵期間                        | 続柄       | 他の称号                 |
| -------------------------------------------------------------------------------------- | --------------------------------------------------------------------- | ------------------------------- | ---------- | ------------------------ |
|                                                                                        | 初代ゴア男爵 ジョン・ルーソン＝ゴア (John Leveson-Gower) (1675–1709)  | 1702/3年3月16日 - 1709年8月31日 |            | (スティッテナムの)準男爵 |
|                                                                                        | 第2代ゴア男爵 ジョン・ルーソン＝ゴア (John Leveson-Gower) (1694–1754) | 1709年8月31日 - 1754年12月25日  | 先代の長男 | (スティッテナムの)準男爵 |
| 1746年7月8日にゴア伯爵に叙される。以降ゴア伯爵位と継承者が同じ。下記のゴア伯の欄参照。 |                                                                       |                                 |            |                          |

### ゴア伯 （1746年）
| 肖像 | 爵位の代数 名前 （生没年）                                                       | 受爵期間                        | 続柄       | 他の称号                                         |
| --- | -------------------------------------------------------------------------------- | ------------------------------- | ---------- | ------------------------------------------------ |
| | 初代ゴア伯爵 ジョン・ルーソン＝ゴア (John Leveson-Gower) (1694–1754)             | 1746年7月8日 - 1754年12月25日   |            | トレンサム子爵 ゴア男爵 (スティッテナムの)準男爵 |
| | 第2代ゴア伯爵 グランヴィル・ルーソン＝ゴア (Granville Leveson-Gower) (1721–1803) | 1754年12月25日 - 1803年10月26日 | 先代の長男 | トレンサム子爵 ゴア男爵 (スティッテナムの)準男爵 |
| 1786年3月1日にスタッフォード侯爵に叙される。以降スタッフォード侯爵位と継承者が同じ。下記のスタッフォード侯爵の欄参照。 |                                                                                  |                                 |            |                                                  |

### スタッフォード侯（1786年）
| 肖像 | 爵位の代数 名前 （生没年）                                                                                | 受爵期間                       | 続柄       | 他の称号                                                |
| --- | --- | ------------------------------ | ---------- | ------------------------------------------------------- |
| | 初代スタッフォード侯爵 グランヴィル・ルーソン＝ゴア (Granville Leveson-Gower) (1721–1803)                 | 1786年3月1日 - 1803年10月26日  |            | ゴア伯 トレンサム子爵 ゴア男爵 (スティッテナムの)準男爵 |
| | 2代スタッフォード侯爵 ジョージ・グランヴィル・ルーソン＝ゴア (George Granville Leveson-Gower) (1758–1833) | 1803年10月26日 - 1833年7月19日 | 先代の長男 | ゴア伯 トレンサム子爵 ゴア男爵 (スティッテナムの)準男爵 |
| 1833年1月28日にサザーランド公爵に叙される。以降サザーランド公爵位と継承者が同じ。下記のサザーランド公爵の欄参照。 | |                                |            |                                                         |

### サザーランド公（1833年）
| 肖像 | 爵位の代数 名前 （生没年） | 受爵期間                      | 続柄               | 他の称号 |
| ---- | --- | ----------------------------- | ------------------ | --- |
|      | 初代サザーランド公爵 ジョージ・グランヴィル・ルーソン＝ゴア (George Granville Leveson-Gower) (1758–1833)                                               | 1833年1月28日 - 1833年7月19日 |                    | スタッフォード侯 ゴア伯 トレンサム子爵 ゴア男爵 (スティッテナムの)準男爵                                     |
|      | 第2代サザーランド公爵 ジョージ・グランヴィル・サザーランド＝ルーソン＝ゴア (George Granville Sutherland-Leveson-Gower) (1786–1861)                     | 1833年7月19日 - 1861年2月22日 | 先代の長男         | スタッフォード侯 サザーランド伯 ゴア伯 トレンサム子爵 ストラスネイヴァー卿 ゴア男爵 (スティッテナムの)準男爵 |
|      | 第3代サザーランド公爵 ジョージ・グランヴィル・ウィリアム・サザーランド＝ルーソン＝ゴア (George Granville William Sutherland-Leveson-Gower) (1828–1892) | 1861年2月22日 - 1892年9月22日 | 先代の長男         | スタッフォード侯 サザーランド伯 ゴア伯 トレンサム子爵 ストラスネイヴァー卿 ゴア男爵 (スティッテナムの)準男爵 |
|      | 第4代サザーランド公爵 クロマティ・サザーランド＝ルーソン＝ゴア (Cromartie Sutherland-Leveson-Gower) (1851–1913)                                        | 1892年9月22日 - 1913年6月27日 | 先代の次男         | スタッフォード侯 サザーランド伯 ゴア伯 トレンサム子爵 ストラスネイヴァー卿 ゴア男爵 (スティッテナムの)準男爵 |
|      | 第5代サザーランド公爵 ジョージ・グランヴィル・サザーランド＝ルーソン＝ゴア (George Granville Sutherland-Leveson-Gower) (1888–1963)                     | 1913年6月27日 - 1963年2月1日  | 先代の長男         | スタッフォード侯 サザーランド伯 ゴア伯 トレンサム子爵 ストラスネイヴァー卿 ゴア男爵 (スティッテナムの)準男爵 |
|      | 第6代サザーランド公爵 ジョン・サザーランド・エジャートン (John Sutherland Egerton) (1915–2000)                                                         | 1963年2月1日 - 2000年9月21日  | 初代公の三男の玄孫 | スタッフォード侯 ゴア伯 エルズミア伯爵 トレンサム子爵 ブラックリー子爵 ゴア男爵 (スティッテナムの)準男爵     |
|      | 第7代サザーランド公爵 フランシス・ロナルド・エジャートン (Francis Ronald Egerton) (1940–)                                                              | 2000年9月21日 - 受爵中        | 先代の従兄弟甥     | スタッフォード侯 ゴア伯 エルズミア伯爵 トレンサム子爵 ブラックリー子爵 ゴア男爵 (スティッテナムの)準男爵     |

### 爵位継承順位
1. スタッフォード侯爵（儀礼称号）ジェイムズ・グランヴィル・エジャートン (James Granville Egerton, Marquess of Stafford, 1975-) 現当主の長男。法定推定相続人
2. ヘンリー・アレグザンダー・エジャートン卿 （Lord Henry Alexander Egerton, 1977-) 現当主の次男
3. サイモン・フランシス・キャヴェンディッシュ・エジャートン（Simon Francis Cavendish Egerton, 1949-) 初代エルズミア伯の次男フランシス・エジャートン（英語版）の玄孫
4. ニコラス・エジャートン (Nicholas Egerton, 1967-)  上記の人物の従兄弟
5. フランク・エジャートン（英語版） (Frank Egerton , 1959-) 上記の人物の従兄弟

## 家系図
| | | | | | | | | | | 1620年(スティッテナムの)準男爵 | | | |                                                           |                                                           | | | | | | |                                                                                |                                                                                | | | | | | |  |  |  |  |  |  |  |  |  |  |  |  |  |  |  |  |  |  |  |  |  |  |  |  |
| | | | | | | | | | | 初代準男爵 サー・トマス・ゴア (1584頃–1655頃)                                                                                                  | | | |                                                           |                                                           | | | | | | |                                                                                |                                                                                | | | | | | |  |  |  |  |  |  |  |  |  |  |  |  |  |  |  |  |  |  |  |  |  |  |  |  |
| | | | | | | | | | | | | | |                                                           |                                                           | | | | | | |                                                                                |                                                                                | | | | | | |  |  |  |  |  |  |  |  |  |  |  |  |  |  |  |  |  |  |  |  |  |  |  |  |
| | | | | | | | | | | 2代準男爵 サー・トマス・ゴア (1605頃–1672頃)                                                                                                   | | | |                                                           |                                                           | | | | | | |                                                                                |                                                                                | | | | | | |  |  |  |  |  |  |  |  |  |  |  |  |  |  |  |  |  |  |  |  |  |  |  |  |
| | | | | | | | | | | | | | |                                                           |                                                           | | | | | | |                                                                                |                                                                                | | | | | | |  |  |  |  |  |  |  |  |  |  |  |  |  |  |  |  |  |  |  |  |  |  |  |  |
| | | | | | | | | | | | | | |                                                           |                                                           | | | | | | |                                                                                |                                                                                | | | | | | |  |  |  |  |  |  |  |  |  |  |  |  |  |  |  |  |  |  |  |  |  |  |  |  |
| | | エドワード・ゴア (？-1662) | エドワード・ゴア (？-1662) | エドワード・ゴア (？-1662) | エドワード・ゴア (？-1662) | エドワード・ゴア (？-1662) | エドワード・ゴア (？-1662) | | | 4代準男爵 サー・ウィリアム・ルーソン＝ゴア (1647頃–1691)                                                                                       | 4代準男爵 サー・ウィリアム・ルーソン＝ゴア (1647頃–1691)                                                                                       | 4代準男爵 サー・ウィリアム・ルーソン＝ゴア (1647頃–1691)                                                                                       | 4代準男爵 サー・ウィリアム・ルーソン＝ゴア (1647頃–1691)                                                                                       | 4代準男爵 サー・ウィリアム・ルーソン＝ゴア (1647頃–1691)  | 4代準男爵 サー・ウィリアム・ルーソン＝ゴア (1647頃–1691)  | | | | | | |                                                                                |                                                                                | | | | | | |  |  |  |  |  |  |  |  |  |  |  |  |  |  |  |  |  |  |  |  |  |  |  |  |
| | | エドワード・ゴア (？-1662) | エドワード・ゴア (？-1662) | エドワード・ゴア (？-1662) | エドワード・ゴア (？-1662) | エドワード・ゴア (？-1662) | エドワード・ゴア (？-1662) | | | 4代準男爵 サー・ウィリアム・ルーソン＝ゴア (1647頃–1691)                                                                                       | 4代準男爵 サー・ウィリアム・ルーソン＝ゴア (1647頃–1691)                                                                                       | 4代準男爵 サー・ウィリアム・ルーソン＝ゴア (1647頃–1691)                                                                                       | 4代準男爵 サー・ウィリアム・ルーソン＝ゴア (1647頃–1691)                                                                                       | 4代準男爵 サー・ウィリアム・ルーソン＝ゴア (1647頃–1691)  | 4代準男爵 サー・ウィリアム・ルーソン＝ゴア (1647頃–1691)  | | | | | | |                                                                                |                                                                                | | | | | | |  |  |  |  |  |  |  |  |  |  |  |  |  |  |  |  |  |  |  |  |  |  |  |  |
| | | | | | | | | | | 1703年ゴア男爵 | | | |                                                           |                                                           | | | | | | |                                                                                |                                                                                | | | | | | |  |  |  |  |  |  |  |  |  |  |  |  |  |  |  |  |  |  |  |  |  |  |  |  |
| | | 3代準男爵 サー・トマス・ゴア (1666頃–1689)                                                                                                   | 3代準男爵 サー・トマス・ゴア (1666頃–1689)                                                                                                   | 3代準男爵 サー・トマス・ゴア (1666頃–1689)                                                                                                   | 3代準男爵 サー・トマス・ゴア (1666頃–1689)                                                                                                   | 3代準男爵 サー・トマス・ゴア (1666頃–1689)                                                                                                   | 3代準男爵 サー・トマス・ゴア (1666頃–1689)                                                                                                   | | | 初代ゴア男爵 5代準男爵 ジョン・ルーソン＝ゴア (1675–1709)                                                                                      | 初代ゴア男爵 5代準男爵 ジョン・ルーソン＝ゴア (1675–1709)                                                                                      | 初代ゴア男爵 5代準男爵 ジョン・ルーソン＝ゴア (1675–1709)                                                                                      | 初代ゴア男爵 5代準男爵 ジョン・ルーソン＝ゴア (1675–1709)                                                                                      | 初代ゴア男爵 5代準男爵 ジョン・ルーソン＝ゴア (1675–1709) | 初代ゴア男爵 5代準男爵 ジョン・ルーソン＝ゴア (1675–1709) | | | | | | |                                                                                |                                                                                | | | | | | |  |  |  |  |  |  |  |  |  |  |  |  |  |  |  |  |  |  |  |  |  |  |  |  |
| | | 3代準男爵 サー・トマス・ゴア (1666頃–1689)                                                                                                   | 3代準男爵 サー・トマス・ゴア (1666頃–1689)                                                                                                   | 3代準男爵 サー・トマス・ゴア (1666頃–1689)                                                                                                   | 3代準男爵 サー・トマス・ゴア (1666頃–1689)                                                                                                   | 3代準男爵 サー・トマス・ゴア (1666頃–1689)                                                                                                   | 3代準男爵 サー・トマス・ゴア (1666頃–1689)                                                                                                   | | | 初代ゴア男爵 5代準男爵 ジョン・ルーソン＝ゴア (1675–1709)                                                                                      | 初代ゴア男爵 5代準男爵 ジョン・ルーソン＝ゴア (1675–1709)                                                                                      | 初代ゴア男爵 5代準男爵 ジョン・ルーソン＝ゴア (1675–1709)                                                                                      | 初代ゴア男爵 5代準男爵 ジョン・ルーソン＝ゴア (1675–1709)                                                                                      | 初代ゴア男爵 5代準男爵 ジョン・ルーソン＝ゴア (1675–1709) | 初代ゴア男爵 5代準男爵 ジョン・ルーソン＝ゴア (1675–1709) | | | | | | |                                                                                |                                                                                | | | | | | |  |  |  |  |  |  |  |  |  |  |  |  |  |  |  |  |  |  |  |  |  |  |  |  |
| | | | | | | | | | | 1746年ゴア伯 | | | |                                                           |                                                           | | | | | | |                                                                                |                                                                                | | | | | | |  |  |  |  |  |  |  |  |  |  |  |  |  |  |  |  |  |  |  |  |  |  |  |  |
| | | | | | | | | | | 初代ゴア伯 2代ゴア男爵 6代準男爵 ジョン・ルーソン＝ゴア (1694–1754)                                                                            | | | |                                                           |                                                           | | | | | | |                                                                                |                                                                                | | | | | | |  |  |  |  |  |  |  |  |  |  |  |  |  |  |  |  |  |  |  |  |  |  |  |  |
| | | | | | | | | | | | | | |                                                           |                                                           | | | | | | |                                                                                |                                                                                | | | | | | |  |  |  |  |  |  |  |  |  |  |  |  |  |  |  |  |  |  |  |  |  |  |  |  |
| | | | | | | | | | | 1786年スタッフォード侯 | | | |                                                           |                                                           | | | | | | |                                                                                |                                                                                | | | | | | |  |  |  |  |  |  |  |  |  |  |  |  |  |  |  |  |  |  |  |  |  |  |  |  |
| | | | | | | | | | | 初代スタッフォード侯 2代ゴア伯 3代ゴア男爵 7代準男爵 ジョン・ルーソン＝ゴア (1721–1803)                                                        | | | |                                                           |                                                           | | | | | | |                                                                                |                                                                                | | | | | | |  |  |  |  |  |  |  |  |  |  |  |  |  |  |  |  |  |  |  |  |  |  |  |  |
| | | | | | | | | | | | | | |                                                           |                                                           | | | | | | |                                                                                |                                                                                | | | | | | |  |  |  |  |  |  |  |  |  |  |  |  |  |  |  |  |  |  |  |  |  |  |  |  |
| | | | | | | | | | | | | | |                                                           |                                                           | | | | | | |                                                                                |                                                                                | | | | | | |  |  |  |  |  |  |  |  |  |  |  |  |  |  |  |  |  |  |  |  |  |  |  |  |
| | | 1833年サザーランド公 | 1833年サザーランド公 | 1833年サザーランド公 | 1833年サザーランド公 | 1833年サザーランド公 | 1833年サザーランド公 | | | | | | |                                                           |                                                           | | | | | グランヴィル伯爵家 | グランヴィル伯爵家 | グランヴィル伯爵家                                                             | グランヴィル伯爵家                                                             | グランヴィル伯爵家 | グランヴィル伯爵家 | | | | |  |  |  |  |  |  |  |  |  |  |  |  |  |  |  |  |  |  |  |  |  |  |  |  |
| | | 1833年サザーランド公 | 1833年サザーランド公 | 1833年サザーランド公 | 1833年サザーランド公 | 1833年サザーランド公 | 1833年サザーランド公 | 初代サザーランド公 2代スタッフォード侯 3代ゴア伯 4代ゴア男爵 8代準男爵 ジョージ・ルーソン＝ゴア (1758–1833)                                    | 初代サザーランド公 2代スタッフォード侯 3代ゴア伯 4代ゴア男爵 8代準男爵 ジョージ・ルーソン＝ゴア (1758–1833)                                    | 初代サザーランド公 2代スタッフォード侯 3代ゴア伯 4代ゴア男爵 8代準男爵 ジョージ・ルーソン＝ゴア (1758–1833)                                    | 初代サザーランド公 2代スタッフォード侯 3代ゴア伯 4代ゴア男爵 8代準男爵 ジョージ・ルーソン＝ゴア (1758–1833)                                    | 初代サザーランド公 2代スタッフォード侯 3代ゴア伯 4代ゴア男爵 8代準男爵 ジョージ・ルーソン＝ゴア (1758–1833)                                    | 初代サザーランド公 2代スタッフォード侯 3代ゴア伯 4代ゴア男爵 8代準男爵 ジョージ・ルーソン＝ゴア (1758–1833)                                    |                                                           |                                                           | 19代サザーランド女伯 エリザベス・ルーソン＝ゴア (1765–1839)                                                             | 19代サザーランド女伯 エリザベス・ルーソン＝ゴア (1765–1839)                                                             | 19代サザーランド女伯 エリザベス・ルーソン＝ゴア (1765–1839)                                                             | 19代サザーランド女伯 エリザベス・ルーソン＝ゴア (1765–1839)                                                             | 19代サザーランド女伯 エリザベス・ルーソン＝ゴア (1765–1839)                                                             | 19代サザーランド女伯 エリザベス・ルーソン＝ゴア (1765–1839)                                                             | グランヴィル伯爵家                                                             | グランヴィル伯爵家                                                             | グランヴィル伯爵家 | グランヴィル伯爵家 | | | | |  |  |  |  |  |  |  |  |  |  |  |  |  |  |  |  |  |  |  |  |  |  |  |  |
| | | | | | | | | 初代サザーランド公 2代スタッフォード侯 3代ゴア伯 4代ゴア男爵 8代準男爵 ジョージ・ルーソン＝ゴア (1758–1833)                                    | 初代サザーランド公 2代スタッフォード侯 3代ゴア伯 4代ゴア男爵 8代準男爵 ジョージ・ルーソン＝ゴア (1758–1833)                                    | 初代サザーランド公 2代スタッフォード侯 3代ゴア伯 4代ゴア男爵 8代準男爵 ジョージ・ルーソン＝ゴア (1758–1833)                                    | 初代サザーランド公 2代スタッフォード侯 3代ゴア伯 4代ゴア男爵 8代準男爵 ジョージ・ルーソン＝ゴア (1758–1833)                                    | 初代サザーランド公 2代スタッフォード侯 3代ゴア伯 4代ゴア男爵 8代準男爵 ジョージ・ルーソン＝ゴア (1758–1833)                                    | 初代サザーランド公 2代スタッフォード侯 3代ゴア伯 4代ゴア男爵 8代準男爵 ジョージ・ルーソン＝ゴア (1758–1833)                                    |                                                           |                                                           | 19代サザーランド女伯 エリザベス・ルーソン＝ゴア (1765–1839)                                                             | 19代サザーランド女伯 エリザベス・ルーソン＝ゴア (1765–1839)                                                             | 19代サザーランド女伯 エリザベス・ルーソン＝ゴア (1765–1839)                                                             | 19代サザーランド女伯 エリザベス・ルーソン＝ゴア (1765–1839)                                                             | 19代サザーランド女伯 エリザベス・ルーソン＝ゴア (1765–1839)                                                             | 19代サザーランド女伯 エリザベス・ルーソン＝ゴア (1765–1839)                                                             |                                                                                |                                                                                | | | | | | |  |  |  |  |  |  |  |  |  |  |  |  |  |  |  |  |  |  |  |  |  |  |  |  |
| | | | | | | | | | | | | | |                                                           |                                                           | | | | | | |                                                                                |                                                                                | | | | | | |  |  |  |  |  |  |  |  |  |  |  |  |  |  |  |  |  |  |  |  |  |  |  |  |
| | | | | | | | | | | | | | |                                                           |                                                           | | | | | | |                                                                                |                                                                                | | | | | | |  |  |  |  |  |  |  |  |  |  |  |  |  |  |  |  |  |  |  |  |  |  |  |  |
| | | | | | | | | | | | | | |                                                           |                                                           | | | | | 1846年エルズミア伯 | |                                                                                |                                                                                | | | | | | |  |  |  |  |  |  |  |  |  |  |  |  |  |  |  |  |  |  |  |  |  |  |  |  |
| | | 2代サザーランド公 3代スタッフォード侯 20代サザーランド伯 4代ゴア伯 5代ゴア男爵 9代準男爵 ジョージ・サザーランド＝ルーソン＝ゴア (1786–1861)  | 2代サザーランド公 3代スタッフォード侯 20代サザーランド伯 4代ゴア伯 5代ゴア男爵 9代準男爵 ジョージ・サザーランド＝ルーソン＝ゴア (1786–1861)  | 2代サザーランド公 3代スタッフォード侯 20代サザーランド伯 4代ゴア伯 5代ゴア男爵 9代準男爵 ジョージ・サザーランド＝ルーソン＝ゴア (1786–1861)  | 2代サザーランド公 3代スタッフォード侯 20代サザーランド伯 4代ゴア伯 5代ゴア男爵 9代準男爵 ジョージ・サザーランド＝ルーソン＝ゴア (1786–1861)  | 2代サザーランド公 3代スタッフォード侯 20代サザーランド伯 4代ゴア伯 5代ゴア男爵 9代準男爵 ジョージ・サザーランド＝ルーソン＝ゴア (1786–1861)  | 2代サザーランド公 3代スタッフォード侯 20代サザーランド伯 4代ゴア伯 5代ゴア男爵 9代準男爵 ジョージ・サザーランド＝ルーソン＝ゴア (1786–1861)  | | | | | | |                                                           |                                                           | | | | | 初代エルズミア伯 フランシス・ルーソン＝ゴア (後エジャートンに改姓) (1800–1857)                                          | 初代エルズミア伯 フランシス・ルーソン＝ゴア (後エジャートンに改姓) (1800–1857)                                          | 初代エルズミア伯 フランシス・ルーソン＝ゴア (後エジャートンに改姓) (1800–1857) | 初代エルズミア伯 フランシス・ルーソン＝ゴア (後エジャートンに改姓) (1800–1857) | 初代エルズミア伯 フランシス・ルーソン＝ゴア (後エジャートンに改姓) (1800–1857)                                           | 初代エルズミア伯 フランシス・ルーソン＝ゴア (後エジャートンに改姓) (1800–1857)                                           | | | | |  |  |  |  |  |  |  |  |  |  |  |  |  |  |  |  |  |  |  |  |  |  |  |  |
| | | 2代サザーランド公 3代スタッフォード侯 20代サザーランド伯 4代ゴア伯 5代ゴア男爵 9代準男爵 ジョージ・サザーランド＝ルーソン＝ゴア (1786–1861)  | 2代サザーランド公 3代スタッフォード侯 20代サザーランド伯 4代ゴア伯 5代ゴア男爵 9代準男爵 ジョージ・サザーランド＝ルーソン＝ゴア (1786–1861)  | 2代サザーランド公 3代スタッフォード侯 20代サザーランド伯 4代ゴア伯 5代ゴア男爵 9代準男爵 ジョージ・サザーランド＝ルーソン＝ゴア (1786–1861)  | 2代サザーランド公 3代スタッフォード侯 20代サザーランド伯 4代ゴア伯 5代ゴア男爵 9代準男爵 ジョージ・サザーランド＝ルーソン＝ゴア (1786–1861)  | 2代サザーランド公 3代スタッフォード侯 20代サザーランド伯 4代ゴア伯 5代ゴア男爵 9代準男爵 ジョージ・サザーランド＝ルーソン＝ゴア (1786–1861)  | 2代サザーランド公 3代スタッフォード侯 20代サザーランド伯 4代ゴア伯 5代ゴア男爵 9代準男爵 ジョージ・サザーランド＝ルーソン＝ゴア (1786–1861)  | | | | | | |                                                           |                                                           | | | | | 初代エルズミア伯 フランシス・ルーソン＝ゴア (後エジャートンに改姓) (1800–1857)                                          | 初代エルズミア伯 フランシス・ルーソン＝ゴア (後エジャートンに改姓) (1800–1857)                                          | 初代エルズミア伯 フランシス・ルーソン＝ゴア (後エジャートンに改姓) (1800–1857) | 初代エルズミア伯 フランシス・ルーソン＝ゴア (後エジャートンに改姓) (1800–1857) | 初代エルズミア伯 フランシス・ルーソン＝ゴア (後エジャートンに改姓) (1800–1857)                                           | 初代エルズミア伯 フランシス・ルーソン＝ゴア (後エジャートンに改姓) (1800–1857)                                           | | | | |  |  |  |  |  |  |  |  |  |  |  |  |  |  |  |  |  |  |  |  |  |  |  |  |
| | | 3代サザーランド公 4代スタッフォード侯 21代サザーランド伯 5代ゴア伯 6代ゴア男爵 10代準男爵 ジョージ・サザーランド＝ルーソン＝ゴア (1828–1892) | 3代サザーランド公 4代スタッフォード侯 21代サザーランド伯 5代ゴア伯 6代ゴア男爵 10代準男爵 ジョージ・サザーランド＝ルーソン＝ゴア (1828–1892) | 3代サザーランド公 4代スタッフォード侯 21代サザーランド伯 5代ゴア伯 6代ゴア男爵 10代準男爵 ジョージ・サザーランド＝ルーソン＝ゴア (1828–1892) | 3代サザーランド公 4代スタッフォード侯 21代サザーランド伯 5代ゴア伯 6代ゴア男爵 10代準男爵 ジョージ・サザーランド＝ルーソン＝ゴア (1828–1892) | 3代サザーランド公 4代スタッフォード侯 21代サザーランド伯 5代ゴア伯 6代ゴア男爵 10代準男爵 ジョージ・サザーランド＝ルーソン＝ゴア (1828–1892) | 3代サザーランド公 4代スタッフォード侯 21代サザーランド伯 5代ゴア伯 6代ゴア男爵 10代準男爵 ジョージ・サザーランド＝ルーソン＝ゴア (1828–1892) | | | | | | |                                                           |                                                           | | | | | 2代エルズミア伯 ジョージ・エジャートン (1823–1862)                                                                      | 2代エルズミア伯 ジョージ・エジャートン (1823–1862)                                                                      | 2代エルズミア伯 ジョージ・エジャートン (1823–1862)                             | 2代エルズミア伯 ジョージ・エジャートン (1823–1862)                             | 2代エルズミア伯 ジョージ・エジャートン (1823–1862)                                                                       | 2代エルズミア伯 ジョージ・エジャートン (1823–1862)                                                                       | | | | |  |  |  |  |  |  |  |  |  |  |  |  |  |  |  |  |  |  |  |  |  |  |  |  |
| | | 3代サザーランド公 4代スタッフォード侯 21代サザーランド伯 5代ゴア伯 6代ゴア男爵 10代準男爵 ジョージ・サザーランド＝ルーソン＝ゴア (1828–1892) | 3代サザーランド公 4代スタッフォード侯 21代サザーランド伯 5代ゴア伯 6代ゴア男爵 10代準男爵 ジョージ・サザーランド＝ルーソン＝ゴア (1828–1892) | 3代サザーランド公 4代スタッフォード侯 21代サザーランド伯 5代ゴア伯 6代ゴア男爵 10代準男爵 ジョージ・サザーランド＝ルーソン＝ゴア (1828–1892) | 3代サザーランド公 4代スタッフォード侯 21代サザーランド伯 5代ゴア伯 6代ゴア男爵 10代準男爵 ジョージ・サザーランド＝ルーソン＝ゴア (1828–1892) | 3代サザーランド公 4代スタッフォード侯 21代サザーランド伯 5代ゴア伯 6代ゴア男爵 10代準男爵 ジョージ・サザーランド＝ルーソン＝ゴア (1828–1892) | 3代サザーランド公 4代スタッフォード侯 21代サザーランド伯 5代ゴア伯 6代ゴア男爵 10代準男爵 ジョージ・サザーランド＝ルーソン＝ゴア (1828–1892) | | | | | | |                                                           |                                                           | | | | | 2代エルズミア伯 ジョージ・エジャートン (1823–1862)                                                                      | 2代エルズミア伯 ジョージ・エジャートン (1823–1862)                                                                      | 2代エルズミア伯 ジョージ・エジャートン (1823–1862)                             | 2代エルズミア伯 ジョージ・エジャートン (1823–1862)                             | 2代エルズミア伯 ジョージ・エジャートン (1823–1862)                                                                       | 2代エルズミア伯 ジョージ・エジャートン (1823–1862)                                                                       | | | | |  |  |  |  |  |  |  |  |  |  |  |  |  |  |  |  |  |  |  |  |  |  |  |  |
| | | | | | | | | | | | | | |                                                           |                                                           | | | | | | |                                                                                |                                                                                | | | | | | |  |  |  |  |  |  |  |  |  |  |  |  |  |  |  |  |  |  |  |  |  |  |  |  |
| ゴア伯(儀礼称号) ジョージ・サザーランド＝ルーソン＝ゴア (1850–1858)                                                                          | ゴア伯(儀礼称号) ジョージ・サザーランド＝ルーソン＝ゴア (1850–1858)                                                                          | ゴア伯(儀礼称号) ジョージ・サザーランド＝ルーソン＝ゴア (1850–1858)                                                                          | ゴア伯(儀礼称号) ジョージ・サザーランド＝ルーソン＝ゴア (1850–1858)                                                                          | ゴア伯(儀礼称号) ジョージ・サザーランド＝ルーソン＝ゴア (1850–1858)                                                                          | ゴア伯(儀礼称号) ジョージ・サザーランド＝ルーソン＝ゴア (1850–1858)                                                                          | | | 4代サザーランド公 5代スタッフォード侯 22代サザーランド伯 6代ゴア伯 7代ゴア男爵 11代準男爵 クロマティ・サザーランド＝ルーソン＝ゴア (1851–1913) | 4代サザーランド公 5代スタッフォード侯 22代サザーランド伯 6代ゴア伯 7代ゴア男爵 11代準男爵 クロマティ・サザーランド＝ルーソン＝ゴア (1851–1913) | 4代サザーランド公 5代スタッフォード侯 22代サザーランド伯 6代ゴア伯 7代ゴア男爵 11代準男爵 クロマティ・サザーランド＝ルーソン＝ゴア (1851–1913) | 4代サザーランド公 5代スタッフォード侯 22代サザーランド伯 6代ゴア伯 7代ゴア男爵 11代準男爵 クロマティ・サザーランド＝ルーソン＝ゴア (1851–1913) | 4代サザーランド公 5代スタッフォード侯 22代サザーランド伯 6代ゴア伯 7代ゴア男爵 11代準男爵 クロマティ・サザーランド＝ルーソン＝ゴア (1851–1913) | 4代サザーランド公 5代スタッフォード侯 22代サザーランド伯 6代ゴア伯 7代ゴア男爵 11代準男爵 クロマティ・サザーランド＝ルーソン＝ゴア (1851–1913) |                                                           |                                                           | | | | | 3代エルズミア伯 フランシス・エジャートン (1847–1914)                                                                    | 3代エルズミア伯 フランシス・エジャートン (1847–1914)                                                                    | 3代エルズミア伯 フランシス・エジャートン (1847–1914)                           | 3代エルズミア伯 フランシス・エジャートン (1847–1914)                           | 3代エルズミア伯 フランシス・エジャートン (1847–1914)                                                                     | 3代エルズミア伯 フランシス・エジャートン (1847–1914)                                                                     | | | | |  |  |  |  |  |  |  |  |  |  |  |  |  |  |  |  |  |  |  |  |  |  |  |  |
| ゴア伯(儀礼称号) ジョージ・サザーランド＝ルーソン＝ゴア (1850–1858)                                                                          | ゴア伯(儀礼称号) ジョージ・サザーランド＝ルーソン＝ゴア (1850–1858)                                                                          | ゴア伯(儀礼称号) ジョージ・サザーランド＝ルーソン＝ゴア (1850–1858)                                                                          | ゴア伯(儀礼称号) ジョージ・サザーランド＝ルーソン＝ゴア (1850–1858)                                                                          | ゴア伯(儀礼称号) ジョージ・サザーランド＝ルーソン＝ゴア (1850–1858)                                                                          | ゴア伯(儀礼称号) ジョージ・サザーランド＝ルーソン＝ゴア (1850–1858)                                                                          | | | 4代サザーランド公 5代スタッフォード侯 22代サザーランド伯 6代ゴア伯 7代ゴア男爵 11代準男爵 クロマティ・サザーランド＝ルーソン＝ゴア (1851–1913) | 4代サザーランド公 5代スタッフォード侯 22代サザーランド伯 6代ゴア伯 7代ゴア男爵 11代準男爵 クロマティ・サザーランド＝ルーソン＝ゴア (1851–1913) | 4代サザーランド公 5代スタッフォード侯 22代サザーランド伯 6代ゴア伯 7代ゴア男爵 11代準男爵 クロマティ・サザーランド＝ルーソン＝ゴア (1851–1913) | 4代サザーランド公 5代スタッフォード侯 22代サザーランド伯 6代ゴア伯 7代ゴア男爵 11代準男爵 クロマティ・サザーランド＝ルーソン＝ゴア (1851–1913) | 4代サザーランド公 5代スタッフォード侯 22代サザーランド伯 6代ゴア伯 7代ゴア男爵 11代準男爵 クロマティ・サザーランド＝ルーソン＝ゴア (1851–1913) | 4代サザーランド公 5代スタッフォード侯 22代サザーランド伯 6代ゴア伯 7代ゴア男爵 11代準男爵 クロマティ・サザーランド＝ルーソン＝ゴア (1851–1913) |                                                           |                                                           | | | | | 3代エルズミア伯 フランシス・エジャートン (1847–1914)                                                                    | 3代エルズミア伯 フランシス・エジャートン (1847–1914)                                                                    | 3代エルズミア伯 フランシス・エジャートン (1847–1914)                           | 3代エルズミア伯 フランシス・エジャートン (1847–1914)                           | 3代エルズミア伯 フランシス・エジャートン (1847–1914)                                                                     | 3代エルズミア伯 フランシス・エジャートン (1847–1914)                                                                     | | | | |  |  |  |  |  |  |  |  |  |  |  |  |  |  |  |  |  |  |  |  |  |  |  |  |
| | | | | | | | | | | | | | |                                                           |                                                           | | | | | | |                                                                                |                                                                                | | | | | | |  |  |  |  |  |  |  |  |  |  |  |  |  |  |  |  |  |  |  |  |  |  |  |  |
| 5代サザーランド公 6代スタッフォード侯 23代サザーランド伯 7代ゴア伯 8代ゴア男爵 12代準男爵 ジョージ・サザーランド＝ルーソン＝ゴア (1888–1963) | 5代サザーランド公 6代スタッフォード侯 23代サザーランド伯 7代ゴア伯 8代ゴア男爵 12代準男爵 ジョージ・サザーランド＝ルーソン＝ゴア (1888–1963) | 5代サザーランド公 6代スタッフォード侯 23代サザーランド伯 7代ゴア伯 8代ゴア男爵 12代準男爵 ジョージ・サザーランド＝ルーソン＝ゴア (1888–1963) | 5代サザーランド公 6代スタッフォード侯 23代サザーランド伯 7代ゴア伯 8代ゴア男爵 12代準男爵 ジョージ・サザーランド＝ルーソン＝ゴア (1888–1963) | 5代サザーランド公 6代スタッフォード侯 23代サザーランド伯 7代ゴア伯 8代ゴア男爵 12代準男爵 ジョージ・サザーランド＝ルーソン＝ゴア (1888–1963) | 5代サザーランド公 6代スタッフォード侯 23代サザーランド伯 7代ゴア伯 8代ゴア男爵 12代準男爵 ジョージ・サザーランド＝ルーソン＝ゴア (1888–1963) | | | アレステア・サザーランド＝ルーソン＝ゴア (1890–1921)                                                                                           | アレステア・サザーランド＝ルーソン＝ゴア (1890–1921)                                                                                           | アレステア・サザーランド＝ルーソン＝ゴア (1890–1921)                                                                                           | アレステア・サザーランド＝ルーソン＝ゴア (1890–1921)                                                                                           | アレステア・サザーランド＝ルーソン＝ゴア (1890–1921)                                                                                           | アレステア・サザーランド＝ルーソン＝ゴア (1890–1921)                                                                                           |                                                           |                                                           | 4代エルズミア伯 ジョン・エジャートン (1872–1944)                                                                        | 4代エルズミア伯 ジョン・エジャートン (1872–1944)                                                                        | 4代エルズミア伯 ジョン・エジャートン (1872–1944)                                                                        | 4代エルズミア伯 ジョン・エジャートン (1872–1944)                                                                        | 4代エルズミア伯 ジョン・エジャートン (1872–1944)                                                                        | 4代エルズミア伯 ジョン・エジャートン (1872–1944)                                                                        |                                                                                |                                                                                | トマス・エジャートン (1876–1953)                                                                                         | トマス・エジャートン (1876–1953)                                                                                         | トマス・エジャートン (1876–1953)                                                                                         | トマス・エジャートン (1876–1953)                                                                                         | トマス・エジャートン (1876–1953)                                                                                         | トマス・エジャートン (1876–1953)                                                                                         |  |  |  |  |  |  |  |  |  |  |  |  |  |  |  |  |  |  |  |  |  |  |  |  |
| 5代サザーランド公 6代スタッフォード侯 23代サザーランド伯 7代ゴア伯 8代ゴア男爵 12代準男爵 ジョージ・サザーランド＝ルーソン＝ゴア (1888–1963) | 5代サザーランド公 6代スタッフォード侯 23代サザーランド伯 7代ゴア伯 8代ゴア男爵 12代準男爵 ジョージ・サザーランド＝ルーソン＝ゴア (1888–1963) | 5代サザーランド公 6代スタッフォード侯 23代サザーランド伯 7代ゴア伯 8代ゴア男爵 12代準男爵 ジョージ・サザーランド＝ルーソン＝ゴア (1888–1963) | 5代サザーランド公 6代スタッフォード侯 23代サザーランド伯 7代ゴア伯 8代ゴア男爵 12代準男爵 ジョージ・サザーランド＝ルーソン＝ゴア (1888–1963) | 5代サザーランド公 6代スタッフォード侯 23代サザーランド伯 7代ゴア伯 8代ゴア男爵 12代準男爵 ジョージ・サザーランド＝ルーソン＝ゴア (1888–1963) | 5代サザーランド公 6代スタッフォード侯 23代サザーランド伯 7代ゴア伯 8代ゴア男爵 12代準男爵 ジョージ・サザーランド＝ルーソン＝ゴア (1888–1963) | | | アレステア・サザーランド＝ルーソン＝ゴア (1890–1921)                                                                                           | アレステア・サザーランド＝ルーソン＝ゴア (1890–1921)                                                                                           | アレステア・サザーランド＝ルーソン＝ゴア (1890–1921)                                                                                           | アレステア・サザーランド＝ルーソン＝ゴア (1890–1921)                                                                                           | アレステア・サザーランド＝ルーソン＝ゴア (1890–1921)                                                                                           | アレステア・サザーランド＝ルーソン＝ゴア (1890–1921)                                                                                           |                                                           |                                                           | 4代エルズミア伯 ジョン・エジャートン (1872–1944)                                                                        | 4代エルズミア伯 ジョン・エジャートン (1872–1944)                                                                        | 4代エルズミア伯 ジョン・エジャートン (1872–1944)                                                                        | 4代エルズミア伯 ジョン・エジャートン (1872–1944)                                                                        | 4代エルズミア伯 ジョン・エジャートン (1872–1944)                                                                        | 4代エルズミア伯 ジョン・エジャートン (1872–1944)                                                                        |                                                                                |                                                                                | トマス・エジャートン (1876–1953)                                                                                         | トマス・エジャートン (1876–1953)                                                                                         | トマス・エジャートン (1876–1953)                                                                                         | トマス・エジャートン (1876–1953)                                                                                         | トマス・エジャートン (1876–1953)                                                                                         | トマス・エジャートン (1876–1953)                                                                                         |  |  |  |  |  |  |  |  |  |  |  |  |  |  |  |  |  |  |  |  |  |  |  |  |
| | | | | | | | | 24代サザーランド女伯 エリザベス・サザーランド (1921-2019)                                                                                      | 24代サザーランド女伯 エリザベス・サザーランド (1921-2019)                                                                                      | 24代サザーランド女伯 エリザベス・サザーランド (1921-2019)                                                                                      | 24代サザーランド女伯 エリザベス・サザーランド (1921-2019)                                                                                      | 24代サザーランド女伯 エリザベス・サザーランド (1921-2019)                                                                                      | 24代サザーランド女伯 エリザベス・サザーランド (1921-2019)                                                                                      |                                                           |                                                           | 6代サザーランド公 7代スタッフォード侯 8代ゴア伯 5代エルズミア伯 9代ゴア男爵 13代準男爵 ジョン・エジャートン (1915–2000) | 6代サザーランド公 7代スタッフォード侯 8代ゴア伯 5代エルズミア伯 9代ゴア男爵 13代準男爵 ジョン・エジャートン (1915–2000) | 6代サザーランド公 7代スタッフォード侯 8代ゴア伯 5代エルズミア伯 9代ゴア男爵 13代準男爵 ジョン・エジャートン (1915–2000) | 6代サザーランド公 7代スタッフォード侯 8代ゴア伯 5代エルズミア伯 9代ゴア男爵 13代準男爵 ジョン・エジャートン (1915–2000) | 6代サザーランド公 7代スタッフォード侯 8代ゴア伯 5代エルズミア伯 9代ゴア男爵 13代準男爵 ジョン・エジャートン (1915–2000) | 6代サザーランド公 7代スタッフォード侯 8代ゴア伯 5代エルズミア伯 9代ゴア男爵 13代準男爵 ジョン・エジャートン (1915–2000) |                                                                                |                                                                                | レジナルド・エジャートン (1905–1992)                                                                                     | レジナルド・エジャートン (1905–1992)                                                                                     | レジナルド・エジャートン (1905–1992)                                                                                     | レジナルド・エジャートン (1905–1992)                                                                                     | レジナルド・エジャートン (1905–1992)                                                                                     | レジナルド・エジャートン (1905–1992)                                                                                     |  |  |  |  |  |  |  |  |  |  |  |  |  |  |  |  |  |  |  |  |  |  |  |  |
| | | | | | | | | 24代サザーランド女伯 エリザベス・サザーランド (1921-2019)                                                                                      | 24代サザーランド女伯 エリザベス・サザーランド (1921-2019)                                                                                      | 24代サザーランド女伯 エリザベス・サザーランド (1921-2019)                                                                                      | 24代サザーランド女伯 エリザベス・サザーランド (1921-2019)                                                                                      | 24代サザーランド女伯 エリザベス・サザーランド (1921-2019)                                                                                      | 24代サザーランド女伯 エリザベス・サザーランド (1921-2019)                                                                                      |                                                           |                                                           | 6代サザーランド公 7代スタッフォード侯 8代ゴア伯 5代エルズミア伯 9代ゴア男爵 13代準男爵 ジョン・エジャートン (1915–2000) | 6代サザーランド公 7代スタッフォード侯 8代ゴア伯 5代エルズミア伯 9代ゴア男爵 13代準男爵 ジョン・エジャートン (1915–2000) | 6代サザーランド公 7代スタッフォード侯 8代ゴア伯 5代エルズミア伯 9代ゴア男爵 13代準男爵 ジョン・エジャートン (1915–2000) | 6代サザーランド公 7代スタッフォード侯 8代ゴア伯 5代エルズミア伯 9代ゴア男爵 13代準男爵 ジョン・エジャートン (1915–2000) | 6代サザーランド公 7代スタッフォード侯 8代ゴア伯 5代エルズミア伯 9代ゴア男爵 13代準男爵 ジョン・エジャートン (1915–2000) | 6代サザーランド公 7代スタッフォード侯 8代ゴア伯 5代エルズミア伯 9代ゴア男爵 13代準男爵 ジョン・エジャートン (1915–2000) |                                                                                |                                                                                | レジナルド・エジャートン (1905–1992)                                                                                     | レジナルド・エジャートン (1905–1992)                                                                                     | レジナルド・エジャートン (1905–1992)                                                                                     | レジナルド・エジャートン (1905–1992)                                                                                     | レジナルド・エジャートン (1905–1992)                                                                                     | レジナルド・エジャートン (1905–1992)                                                                                     |  |  |  |  |  |  |  |  |  |  |  |  |  |  |  |  |  |  |  |  |  |  |  |  |
| | | | | | | | | 25代サザーランド伯 アルステア・サザーランド (1947-)                                                                                            | 25代サザーランド伯 アルステア・サザーランド (1947-)                                                                                            | 25代サザーランド伯 アルステア・サザーランド (1947-)                                                                                            | 25代サザーランド伯 アルステア・サザーランド (1947-)                                                                                            | 25代サザーランド伯 アルステア・サザーランド (1947-)                                                                                            | 25代サザーランド伯 アルステア・サザーランド (1947-)                                                                                            |                                                           |                                                           | | | | | | |                                                                                |                                                                                | 7代サザーランド公 8代スタッフォード侯 9代ゴア伯 6代エルズミア伯 10代ゴア男爵 14代準男爵 フランシス・エジャートン (1940-) | 7代サザーランド公 8代スタッフォード侯 9代ゴア伯 6代エルズミア伯 10代ゴア男爵 14代準男爵 フランシス・エジャートン (1940-) | 7代サザーランド公 8代スタッフォード侯 9代ゴア伯 6代エルズミア伯 10代ゴア男爵 14代準男爵 フランシス・エジャートン (1940-) | 7代サザーランド公 8代スタッフォード侯 9代ゴア伯 6代エルズミア伯 10代ゴア男爵 14代準男爵 フランシス・エジャートン (1940-) | 7代サザーランド公 8代スタッフォード侯 9代ゴア伯 6代エルズミア伯 10代ゴア男爵 14代準男爵 フランシス・エジャートン (1940-) | 7代サザーランド公 8代スタッフォード侯 9代ゴア伯 6代エルズミア伯 10代ゴア男爵 14代準男爵 フランシス・エジャートン (1940-) |  |  |  |  |  |  |  |  |  |  |  |  |  |  |  |  |  |  |  |  |  |  |  |  |
| | | | | | | | | 25代サザーランド伯 アルステア・サザーランド (1947-)                                                                                            | 25代サザーランド伯 アルステア・サザーランド (1947-)                                                                                            | 25代サザーランド伯 アルステア・サザーランド (1947-)                                                                                            | 25代サザーランド伯 アルステア・サザーランド (1947-)                                                                                            | 25代サザーランド伯 アルステア・サザーランド (1947-)                                                                                            | 25代サザーランド伯 アルステア・サザーランド (1947-)                                                                                            |                                                           |                                                           | | | | | | |                                                                                |                                                                                | 7代サザーランド公 8代スタッフォード侯 9代ゴア伯 6代エルズミア伯 10代ゴア男爵 14代準男爵 フランシス・エジャートン (1940-) | 7代サザーランド公 8代スタッフォード侯 9代ゴア伯 6代エルズミア伯 10代ゴア男爵 14代準男爵 フランシス・エジャートン (1940-) | 7代サザーランド公 8代スタッフォード侯 9代ゴア伯 6代エルズミア伯 10代ゴア男爵 14代準男爵 フランシス・エジャートン (1940-) | 7代サザーランド公 8代スタッフォード侯 9代ゴア伯 6代エルズミア伯 10代ゴア男爵 14代準男爵 フランシス・エジャートン (1940-) | 7代サザーランド公 8代スタッフォード侯 9代ゴア伯 6代エルズミア伯 10代ゴア男爵 14代準男爵 フランシス・エジャートン (1940-) | 7代サザーランド公 8代スタッフォード侯 9代ゴア伯 6代エルズミア伯 10代ゴア男爵 14代準男爵 フランシス・エジャートン (1940-) |  |  |  |  |  |  |  |  |  |  |  |  |  |  |  |  |  |  |  |  |  |  |  |  |
| | | | | | | | | ストラスネイヴァー卿(儀礼称号) アレクサンダー・サザーランド (1981-)                                                                            | ストラスネイヴァー卿(儀礼称号) アレクサンダー・サザーランド (1981-)                                                                            | ストラスネイヴァー卿(儀礼称号) アレクサンダー・サザーランド (1981-)                                                                            | ストラスネイヴァー卿(儀礼称号) アレクサンダー・サザーランド (1981-)                                                                            | ストラスネイヴァー卿(儀礼称号) アレクサンダー・サザーランド (1981-)                                                                            | ストラスネイヴァー卿(儀礼称号) アレクサンダー・サザーランド (1981-)                                                                            |                                                           |                                                           | | | | | | |                                                                                |                                                                                | スタッフォード侯(儀礼称号) ジェイムズ・エジャートン (1975-)                                                              | スタッフォード侯(儀礼称号) ジェイムズ・エジャートン (1975-)                                                              | スタッフォード侯(儀礼称号) ジェイムズ・エジャートン (1975-)                                                              | スタッフォード侯(儀礼称号) ジェイムズ・エジャートン (1975-)                                                              | スタッフォード侯(儀礼称号) ジェイムズ・エジャートン (1975-)                                                              | スタッフォード侯(儀礼称号) ジェイムズ・エジャートン (1975-)                                                              |  |  |  |  |  |  |  |  |  |  |  |  |  |  |  |  |  |  |  |  |  |  |  |  |

### 註釈
1. ↑  クロマーティ女伯爵ほか、3爵位(ターバット女子爵、キャスルヘイヴン女男爵及びマクラウド女男爵)を授けられている。